# Dear Happy
A Dear Happy Gabrielle Aplin angol énekes-dalszerző harmadik stúdióalbuma, amit 2020. január 17-én adott ki a Never Fade Records és az AWAL. Aplin 2019. szeptember 10-én jelentette be és 2020 elején koncertturnéra indult.

## Háttere
Aplin szerint az album „múlt-, jelen- és jövőbeli üzenet saját magának”. Egy sajtóközlemény az „életét feldolgozó, felemelő popfelvételnek” nevezte.

## Számlista
|     | Cím                      | Szerző(k)                                         | Producer(ek)                      | Hossz |
| --- | ------------------------ | ------------------------------------------------- | --------------------------------- | ----- |
| 1.  | Until the Sun Comes Up   | Gabrielle Aplin Peter Rycroft                     | Lostboy                           | 3:10  |
| 2.  | Invisible                | Aplin Nicholas Atkinson Edd Holloway              | Atkinson Holloway                 | 3:55  |
| 3.  | One of Those Days        | Aplin Atkinson Holloway                           | Atkinson Holloway                 | 4:03  |
| 4.  | Kintsugi                 | Aplin Simen Hope Askjell                          | Hope Askjell                      | 2:56  |
| 5.  | Strange                  | Aplin Rycroft                                     | Lostboy                           | 2:43  |
| 6.  | My Mistake               | Aplin Ash Howes Seton Daunt Olivia Sebastianelli  | Howes Daunt                       | 4:25  |
| 7.  | Like You Say You Do      | Aplin Lauren Aquilina Rycroft                     | Lostboy                           | 3:07  |
| 8.  | Losing Me (JP Cooperrel) | Aplin Matthew Prime Mike Spencer Nataniel Cyphert | Lostboy Spencer                   | 3:01  |
| 9.  | So Far So Good           | Aplin Liz Horsman Rycroft                         | Lostboy                           | 3:18  |
| 10. | Nothing Really Matters   | Aplin Thomas Baxter Sebastianelli                 | Lostboy Baxter                    | 2:44  |
| 11. | Magic                    | Aplin Atkinson Holloway                           | Atkinson Holloway                 | 4:05  |
| 12. | Love Back                | Aplin Paul Dixon Maxwell Cooke                    | Dixon                             | 2:46  |
| 13. | Miss You                 | Aplin Horsman                                     | Horsman Spencer                   | 3:17  |
| 14. | Dear Happy               | Aplin Horsman Jamie Hartman                       | Atkinson Holloway Hartman Spencer | 3:21  |

| Japán kiadás | Japán kiadás                      | Japán kiadás | Japán kiadás | Japán kiadás | Japán kiadás | Japán kiadás | Japán kiadás | Japán kiadás | Japán kiadás |
|              | Cím                               | Hossz        |              |              |              |              |              |              |              |
| ------------ | --------------------------------- | ------------ | ------------ | ------------ | ------------ | ------------ | ------------ | ------------ | ------------ |
| 1.           | Miss You 2 (Nina Nesbittel)       | 3:16         |              |              |              |              |              |              |              |
| 2.           | My Mistake (zongora)              | 4:54         |              |              |              |              |              |              |              |
| 3.           | Nothing Really Matters (zongora)  | 3:11         |              |              |              |              |              |              |              |
| 4.           | Losing Me (JP Cooperrel, zongora) | 3:11         |              |              |              |              |              |              |              |
| 1:01:44      |                                   |              |              |              |              |              |              |              |              |

## Fogadtatása
Jessie Cunniffe, a The Sydney Morning Herald szerzője az albumot ötből öt csillagra értékelte; szerinte „kusza képet ad egy életkori válság utáni időről”. Tommy Monroe, a Gigwise szerzője a dalszövegeket méltatta. Annabel Nugent, a The Independent kritikusa méltatta viralitását, de kritizálta „szacharinos” pillanatait.

## Helyezések
| Lemezeladási lista (2020) | Legjobb helyezés |
| ------------------------- | ---------------- |
| Australian Digital Albums | 18               |
| Scottish Albums           | 15               |
| UK Albums                 | 24               |

## Fordítás
- Ez a szócikk részben vagy egészben  a   Dear Happy című angol Wikipédia-szócikk ezen változatának fordításán alapul.  Az eredeti cikk szerkesztőit annak laptörténete sorolja fel. Ez a jelzés csupán a megfogalmazás eredetét és a szerzői jogokat jelzi, nem szolgál a cikkben szereplő információk forrásmegjelöléseként.